# Beychac-et-Caillau
Beychac-et-Caillau è un comune francese di 1 993 abitanti situato nel dipartimento della Gironda nella regione della Nuova Aquitania.

## Società

### Evoluzione demografica
Abitanti censiti